# Roland Wohlfarth
Roland Wohlfarth (n. Bocholt, 11 de enero de 1963) fue un jugador de fútbol profesional alemán que jugaba en la demarcación de delantero.

## Biografía
Roland Wohlfarth debutó como futbolista profesional a los 18 años de edad con el MSV Duisburgo en 1981. Tras tres temporadas en el club, Wohlfarth  fue traspasado al Bayern de Múnich. Jugó durante nueve años en al club, llegando a marcar 155 goles en 332 partidos jugados. Ganó la Bayern de Múnich un total de cinco veces, en 1985, 1986, 1987, 1989 y en 1990. Además consiguió también la Copa de Alemania y la Supercopa de Alemania en dos ocasiones. También fue el máximo goleador de la liga alemana en 1989 y en 1991. Tras dejar el club en 1993, fichó por el AS Saint-Étienne Loire francés. También jugó para el VfL Bochum, con quien ganó la 2. Bundesliga en dos ocasiones. Finalmente jugó para el 1. FC Lokomotive Leipzig, Wuppertaler SV y para el 1. FC Bocholt, club en el que se retiró en el año 2000 a los 37 años de edad.

## Selección nacional
Participó de la Copa Mundial de Fútbol Juvenil de 1981 que se jugó en Australia, torneo en el cual Roland y su selección levantarían la copa de campeón tras vencer en la final a la selección de Catar por un rotundo 4-0. También fue galardonado con el balón de bronce. Roland Wohlfarth fue convocado por la selección de fútbol de Alemania Occidental en dos ocasiones, haciendo su debut contra España el 15 de octubre de 1986. Su segundo y último partido fue el 6 de septiembre de 1989 contra Irlanda.

## Clubes
| Club                     | País                | Año         | Partidos | Goles |
| ------------------------ | ------------------- | ----------- | -------- | ----- |
| MSV Duisburgo            | Alemania Occidental | 1981 - 1984 | 76       | 41    |
| Bayern de Múnich         | Alemania Occidental | 1984 - 1993 | 332      | 155   |
| AS Saint-Étienne Loire   | Francia             | 1993 - 1994 | 39       | 20    |
| VfL Bochum               | Alemania            | 1994 - 1997 | 41       | 8     |
| 1. FC Lokomotive Leipzig | Alemania            | 1997 - 1998 | 15       | 4     |
| Wuppertaler SV           | Alemania            | 1998 - 1999 | 14       | 4     |
| 1. FC Bocholt            | Alemania            | 1999 - 2000 | 4        | 0     |

## Palmarés
Selección alemana de fútbol
- Copa Mundial de Fútbol Juvenil de 1981

Bayern de Múnich
- Bundesliga (5): 1985, 1986, 1987, 1989 y 1990
- Copa de Alemania (2): 1984 y 1986
- Supercopa de Alemania (2): 1987 y 1990

VfL Bochum
- 2. Bundesliga (2): 1994 y 1996